# Tierras Coloradas, Guanajuato
Tierras Coloradas är en ort i Mexiko.   Den ligger i kommunen Jerécuaro och delstaten Guanajuato, i den sydöstra delen av landet, 150 km nordväst om huvudstaden Mexico City. Tierras Coloradas ligger 2 174 meter över havet och antalet invånare är 224.
Terrängen runt Tierras Coloradas är kuperad åt nordost, men åt sydväst är den platt. Runt Tierras Coloradas är det ganska tätbefolkat, med 104 invånare per kvadratkilometer. Närmaste större samhälle är Maravatío, 16,6 km söder om Tierras Coloradas. I omgivningarna runt Tierras Coloradas växer huvudsakligen savannskog.